# Escut de Beneixama
L'escut de Beneixama és el símbol representatiu oficial de Beneixama, municipi del País Valencià, a la comarca de l'Alt Vinalopó. Té el següent blasonament:
| « | Escut quadrilong de punta redona. En camp d'atzur, una torre d'or, maçonada i aclarida de sable. En punta, en camp de gules, dues claus encreuades en aspa d'or. Al timbre, corona reial oberta. | » |

## Història
L'escut fou aprovat per Resolució de 30 d'abril de 2004, del conseller de Justícia i Administracions Públiques, publicada en el DOGV núm. 4.763, de 28 de maig de 2004.
La torre fa referència a l'edifici que hi ha al mig del poble, la torre de Beneixama, d'origen musulmà. Segons la tradició, les claus de sota indiquen que es prohibeix el pas als castellans, ja que la localitat es trobava en terres frontereres amb Castella. Fou una concessió d'Alfons el Magnànim el 1448, que va atorgar a Beneixama el títol de vila i l'ús de l'escut d'armes per haver-se mantingut fidel a la seva terra i al seu rei.